# Oglethorpe
Oglethorpe és una població dels Estats Units a l'estat de Geòrgia. Segons el cens del 2000 tenia 1.200 habitants.

## Demografia
Segons el cens del 2000, Oglethorpe tenia 1.200 habitants, 481 habitatges, i 320 famílies. La densitat de població era de 228,2 habitants/km².
Dels 481 habitatges en un 30,4% hi vivien nens de menys de 18 anys, en un 31% hi vivien parelles casades, en un 29,3% dones solteres, i en un 33,3% no eren unitats familiars. En el 30,8% dels habitatges hi vivien persones soles el 13,5% de les quals corresponia a persones de 65 anys o més que vivien soles. El nombre mitjà de persones vivint en cada habitatge era de 2,44 i el nombre mitjà de persones que vivien en cada família era de 3,01.
Per edats la població es repartia de la següent manera: un 26,8% tenia menys de 18 anys, un 9,6% entre 18 i 24, un 27,8% entre 25 i 44, un 21,5% de 45 a 60 i un 14,4% 65 anys o més.
L'edat mediana era de 36 anys. Per cada 100 dones de 18 o més anys hi havia 81,2 homes.
La renda mediana per habitatge era de 22.875 $ i la renda mediana per família de 28.971 $. Els homes tenien una renda mediana de 27.250 $ mentre que les dones 18.571 $. La renda per capita de la població era de 13.673 $. Entorn del 19,1% de les famílies i el 23,2% de la població estaven per davall del llindar de pobresa.

## Poblacions més properes
El següent diagrama mostra les poblacions més properes.